# تیرنس
تیرنس (به هلندی: Tirns) یک منطقهٔ مسکونی در هلند است که در سودوست-فریسلان واقع شده‌است. تیرنس ۱۷۰ نفر جمعیت دارد.